# Lunain
Lunain is een rivier in Yonne, Frankrijk.
De rivier mondt bij Épisy uit in de Loing.
In het begin van de twintigste eeuw werden er in het gebied rond de Lunain bronnen aangeboord, die met een 91 kilometer lange waterafvoer het drinkwater voor de stad Parijs verzorgden.
- Virtual International Authority File: 5615148574358724430008